# Marcavelica
Marcavelica es una localidad peruana ubicada en la región Piura, provincia de Sullana, distrito de Marcavelica. Es asimismo capital del distrito de nombre homónimo. Se encuentra a una altitud de 55 m s. n. m. Tenía una población de 2774 habitantes en 1993.

## Clima
| Parámetros climáticos promedio de Marcavelica | Parámetros climáticos promedio de Marcavelica | Parámetros climáticos promedio de Marcavelica | Parámetros climáticos promedio de Marcavelica | Parámetros climáticos promedio de Marcavelica | Parámetros climáticos promedio de Marcavelica | Parámetros climáticos promedio de Marcavelica | Parámetros climáticos promedio de Marcavelica | Parámetros climáticos promedio de Marcavelica | Parámetros climáticos promedio de Marcavelica | Parámetros climáticos promedio de Marcavelica | Parámetros climáticos promedio de Marcavelica | Parámetros climáticos promedio de Marcavelica | Parámetros climáticos promedio de Marcavelica |
| Mes                                           | Ene.                                          | Feb.                                          | Mar.                                          | Abr.                                          | May.                                          | Jun.                                          | Jul.                                          | Ago.                                          | Sep.                                          | Oct.                                          | Nov.                                          | Dic.                                          | Anual                                         |
| --------------------------------------------- | --------------------------------------------- | --------------------------------------------- | --------------------------------------------- | --------------------------------------------- | --------------------------------------------- | --------------------------------------------- | --------------------------------------------- | --------------------------------------------- | --------------------------------------------- | --------------------------------------------- | --------------------------------------------- | --------------------------------------------- | --------------------------------------------- |
| Temp. máx. media (°C)                         | 32.1                                          | 33.3                                          | 33.3                                          | 32.3                                          | 30.3                                          | 28.4                                          | 27                                            | 27.1                                          | 27.8                                          | 28.4                                          | 29                                            | 30.6                                          | 30                                            |
| Temp. media (°C)                              | 25.9                                          | 27.1                                          | 27.2                                          | 26                                            | 24.3                                          | 22.4                                          | 21.1                                          | 21                                            | 21.5                                          | 22                                            | 22.6                                          | 24.2                                          | 23.8                                          |
| Temp. mín. media (°C)                         | 19.8                                          | 21                                            | 21.1                                          | 19.7                                          | 18.4                                          | 16.5                                          | 15.3                                          | 15                                            | 15.2                                          | 15.7                                          | 16.2                                          | 17.9                                          | 17.7                                          |
| Fuente: climate-data.org                      |                                               |                                               |                                               |                                               |                                               |                                               |                                               |                                               |                                               |                                               |                                               |                                               |                                               |